# M'Bopicuá
Las ruinas del Saladero M Bopicuá se encuentran a 16 kilómetros al noroeste de la ciudad de Fray Bentos, en el departamento de Río Negro (Uruguay). Este grupo de ruinas fueron parte del establecimiento saladeril llamado “Los Bopicuaces” o “Mbopicuá” a causa de la denominación del arroyo que desagüa en el Río Uruguay.
Desde el punto de vista etimológico «mbopicuá» proviene de una voz guaraní que significa “cueva de murciélagos”.
El establecimiento se crea hacia 1870 cuando Don Gébari Elía, propietario de la también importante estancia Caracoles (situada a unos 20 kilómetros al sur de Fray Bentos, sobre la costa del Río Uruguay), compra a Don Gregorio Haedo unas 3400 hectáreas de campo.